# Railways Act 2005
Der Railways Act 2005 ist ein im Jahr 2005 unter dem britischen Premierminister Tony Blair entstandenes Gesetz zur Verbesserung der Sicherheitsstandards im Schienenverkehr in Großbritannien.
Mit dem Inkrafttreten des Railways Act 2005 wurden zahlreiche organisatorische Änderungen im Bereich der britischen Eisenbahnen mit dem Ziel festgelegt, zur Verbesserung der Sicherheits- und Qualitätsstandards im Schienenverkehr beizutragen. So wurde u. a. die Strategic Rail Authority aufgelöst und ihre Aufgaben an die Schienenverkehrsabteilung des Verkehrsministeriums übertragen.
Daneben wurde auch eine einheitliche Interessenvertretung für Bahnnutzer mit der Bezeichnung Passenger Focus eingerichtet.